# 宇宙技術開発
宇宙技術開発株式会社（うちゅうぎじゅつかいはつ、SPACE ENGINEERING DEVELOPMENT Co., Ltd.　略称：SED）は、東京都中野区に本社を置く宇宙航空技術関連の企業である。
北海道情報大学や電子開発学園、株式会社SCCなどを擁するeDCグループの企業である。

## 概要
日本の宇宙開発草創期から、ロケット打上げ、人工衛星の管制、宇宙環境利用、人工衛星利用、システム開発分野などにより、日本の宇宙開発を支援する宇宙専門企業である。

## 沿革
- 1983年 - 設立
- 1984年 - 本社移転
- 1985年 - 鹿児島事業所開設
- 1990年 - 鹿児島事業所移転
- 1991年 - 筑波事業所開設
- 1992年 - 南種子出張所開設。種子島事業所開設、鹿児島事業所の名称を出張所へ変更
- 1994年 - 鹿児島出張所・南種子出張所を種子島事業所に統合
- 1995年 - 種子島事業所移転
- 2000年 - 筑波事業所移転
- 2004年 - 種子島事業所移転
- 2008年 - 鎌倉出張所開設

## 事業内容
- 宇宙輸送事業

基幹ロケットの地上系システム開発
基幹ロケット打上げに関する飛行安全管制
打上げ運用設備の整備・保守・運用
自律飛行安全ソフトウェアの開発
- 衛星管制事業（政府実用衛星）

静止気象衛星「ひまわり」の衛星管制運用
気象観測データの受信・処理・中継・配信
衛星測位システムの衛星管制運用
衛星測位システムの技術評価と解析
- 衛星管制事業（研究開発衛星）

衛星管制・追跡ネットワークシステムのシステムエンジニアリング
衛星の状態監視と制御を行う衛星管制運用
衛星の技術評価と解析
ミッションデータの処理・解析・配信
追跡ネットワーク管制運用
- 次世代測位・通信事業

高精度測位システムの開発と利用実証
次世代衛星通信技術の開発と利用実証
次世代通信衛星の事前検証システムの開発
- 有人宇宙活動事業

「きぼう」日本実験棟のシステム運用
「きぼう」日本実験棟での宇宙環境を利用した実験運用
日本人宇宙飛行士の健康管理支援
国際宇宙探査に関する技術支援
- 分野横断的事業

周波数国際調整・無線局管理
地上設備整備に関する電気工事および電気通信工事
宇宙開発利用ビジネスへの技術支援

## 事業所
- 本社 - 東京都中野区中野5-62-1　eDCビル
- 筑波事業所 - 茨城県つくば市竹園1-12-2　第3 ISSEIビル
- 種子島事業所 - 鹿児島県熊毛郡南種子町茎永178-2
- 鎌倉出張所 - 神奈川県鎌倉市大船1-26-27　ニッセイ大船ビル3F

## 関連会社
- 株式会社SCC
- 電子開発学園
- 北海道情報大学
- 北海道情報専門学校
- 新潟情報専門学校
- 名古屋情報メディア専門学校
- 名古屋医療情報専門学校
- 大阪情報専門学校
- 広島情報専門学校
- KCS北九州情報専門学校
- KCS福岡情報専門学校
- KCS大分情報専門学校
- KCS鹿児島情報専門学校
- 北海道情報技術研究所

## 不祥事

### 社員の過労自殺
2019年4月、グループ会社から出向していた30代の男性社員が2016年10月に自殺した件を巡り、土浦労働基準監督署は労災を認定した。
男性は2010年にグループ会社のSCCに入社し、2015年から宇宙技術開発に出向。JAXAから請け負った人工衛星の管制業務に携わっていたが、仕事量の増加や上司とのトラブルにより適応障害を発症し、2016年10月に自殺した。
遺族側の弁護士によると、男性は管制業務に加えてソフトウェアの開発も求められるなど達成困難なノルマを課されていたほか、16時間に及ぶ夜間勤務を月に7回行なっていた。上司からは具体的な説明のない仕事のやり直しや長時間の叱責を受けており、残業の申請も認められなかったためサービス残業を強いられていた。